# Szelejewo Drugie
Szelejewo Drugie – osada w Polsce położona w województwie wielkopolskim, w powiecie gostyńskim, w gminie Piaski.
W latach 1975–1998 miejscowość administracyjnie należała do województwa leszczyńskiego.

## Historia
- III w. p.n.e. - pierwsze odkryte ślady osadnictwa w najbliższej okolicy wsi.
- Początek XV wieku - właścicielami wsi był ród Szelejewskich herbu Junosza, a po nich ród Pogorzelskich herbu Wczele.
- 1627 rok - wieś została ograbiona przez działające w okolicy wojska saskie.
- Koniec wieku XVIII - wieś znalazła się w rękach rodu Radzewskich.
- 1829 rok - Szelejewo nabył Józef Pruski.
- 1832 rok - nadano chłopom ziemię.
- 1833 rok - we wsi powstała szkółka elementarna.
- 1865 rok - Szelejewo stało się własnością niemieckiego rodu Schonburg von Waldenburg.
- 1902 rok - strajk dzieci szkolnych, kierowany przez robotników rolnych.
- 1908–1910 - książę Heinrich Schonburg von Waldenburg wniósł pałac myśliwski w stylu klasycystycznym.
- 1920 rok - właścicielem majątku został Stanisław Karłowski.
- 26 stycznia 1945 roku - zakończyła się okupacja niemiecka.
- 1945 rok - w Szelejewie utworzono Ośrodek Kultury Rolnej.
- 1991 rok - powstaje Spółka z o.o. Hodowla Roślin Szelejewo.
- 2015 rok - zostaje otwarty Dom Zdrowia i Spokoju (ośrodek opieki osób starszych i opieki medyczno-rehabilitacyjnej).

Szelejewo położone jest w północno-wschodniej części byłego województwa leszczyńskiego (obecnie wielkopolskie), 11 km na wschód od Gostynia. Cały teren jest równinny (wysokość 127 m n.p.m.). Klimat odznacza się stosunkowo wysokimi temperaturami i umiarkowanymi opadami. Pierwsze odkryte ślady osadnictwa w najbliższej okolicy Szelejewa sięgają III w.p.n.e.
Najstarsza wzmianka źródłowa o interesującej nas osadzie, a należącej wówczas do grodu książęcego w Grabonogu, pochodzi z roku 1246. Wieś znajdowała się na uczęszczanym w tym okresie szlaku handlowym prowadzącym z Wrocławia do Pyzdr.
Nie ma zgodności co do pochodzenia nazwy Szelejewo. Są w tej kwestii dwie teorie, z których pierwsza zakłada, iż nazwa wywodzi się od imienia Szaleja, albo od rośliny szalej (cykuta).
Na początku wieku XV ustanowiono formę organizacyjną Szelejewa, jako wsi lokowanej na prawie czynszowym. Osada przeszła wtedy we władanie rycerskie, a kolejnymi właścicielami byli Szelejewscy herbu Junosza i Pogorzelscy herbu Wczele.
W XVI stuleciu, obok folwarku pańszczyźnianego, istniała już wieś sołecka na 2 łanach. Zamieszkiwało ją wówczas 8 kmieci, 1 chałupnik i 1 rzemieślnik. Jak podają źródła, był tu także wiatrak i 2 karczmy.
Rok 1627 był tragiczny dla mieszkańców Szelejewa. Trwająca właśnie w Europie wojna trzydziestoletnia dotarła i tutaj. Wieś została wówczas doszczętnie ograbiona przez działające na tych terenach wojska saskie. Dwadzieścia lat później Andrzej Pogorzelski, kasztelan przemęcki, na miejscu drewnianej kaplicy wzniósł kamienny kościółek (akwarela), który istnieje do dziś, stanowiąc najstarszy zabytek Szelejewa.
Z końcem wieku XVIII wieś znalazła się w rękach rodu Radzewskich. W tym też czasie kroniki odnotowały istnienie we dworze młyna. Do ciekawostek zaliczyć można i to, że w roku 1794 w lasach między Szelejewem a Zimnowodą rozłożył się obozem oddział powstańców kościuszkowskich. Przyczyną było zapewne to, iż jego dowódca, Franciszek Garczyński, miał w majątku szelejewskim krewniaków jako posesorów.
W okresie Wielkiego Księstwa Poznańskiego (1815-1848) miejscowość wzmiankowana jako Szelejewo należała do wsi większych w ówczesnym pruskim powiecie Krotoszyn w rejencji poznańskiej. Szelejewo należało do okręgu borkowskiego tego powiatu i stanowiło odrębny majątek, którego właścicielem był wówczas Józef Pruski. Według spisu urzędowego z 1837 roku wieś liczyła 571 mieszkańców, którzy zamieszkiwali 59 dymów (domostw).
Zobacz też: Szelejewo, Szelejewo Pierwsze